# クロメダイ属
クロメダイ属（クロメダイぞく、学名：Icichthys）は、イボダイ科の属の一つ。東インド洋から北太平洋にかけて分布する。

## 種
2013年現在2種が属する。
- Icichthys australis Haedrich, 1966 (Southern driftfish)
- クロメダイ（メドゥーサフィッシュ） Icichthys lockingtoni D. S. Jordan & C. H. Gilbert, 1880 (Medusafish)